# Herbert Stewart
Sir Herbert Stewart, född 30 juni 1843 i Sparsholt, Hampshire, död 16 februari 1885 nära Jakdul, Sudan, var en engelsk militär.
Stewart inträdde 1863 som fänrik i brittiska armén, deltog i zulukriget 1879 som brigadmajor vid kavalleriet och i kriget mot boerna 1881 som generalkvartermästare. I slaget vid Majuba (27 februari samma år) blev han tillfångatagen av boerna, men frigavs i mars samma år. I egyptiska fälttåget 1882 var han befälhavare för kavalleridivisionen, stred vid Tell-el-Kebir (13 september) och ledde omedelbart efter slaget en framryckning mot Kairo, vars citadell han intog.
Stewart anförde 1884 kavalleriet i Gerald Grahams Suakin-armé och blev december 1884 utnämnd till chef för förtrupperna i Garnet Joseph Wolseleys undsättningskår för befriande av Charles George Gordon i Khartoum. Stewart tågade från Korti och tvärs genom öknen mot Metemma, vann 17 januari 1885 en seger vid Abu Klea, men blev 19 januari svårt sårad i en skärmytsling vid Gubat och avled på återvägen till Korti. På sitt dödsläger utnämndes han till generalmajor.